# セルフレスキュー用推進装置

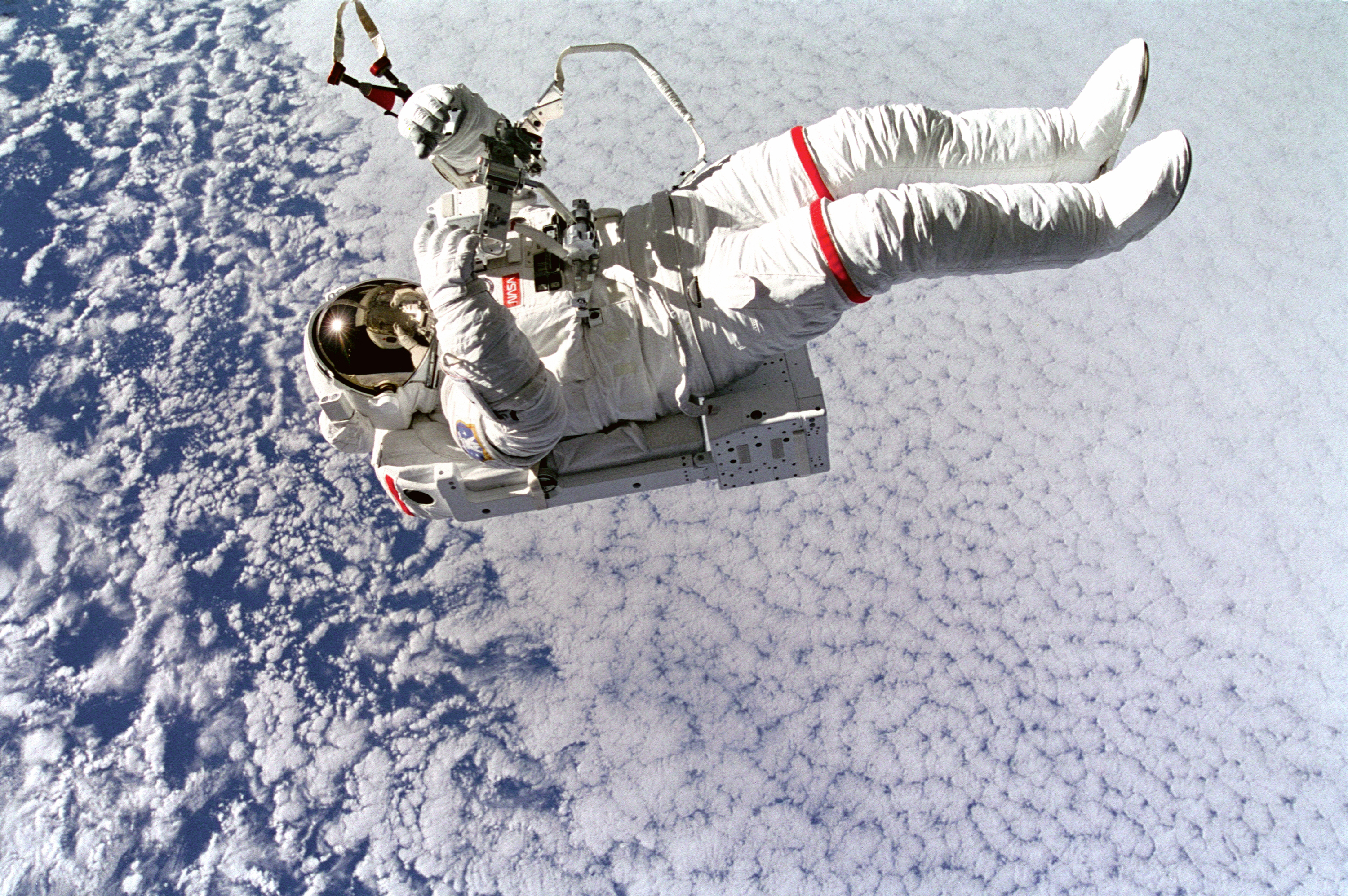
SAFER システムで宇宙遊泳を行なう宇宙飛行士 Mark C. Lee

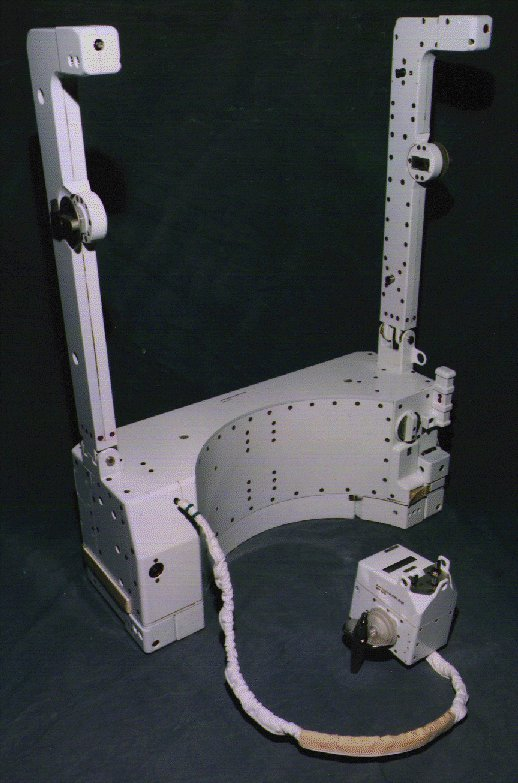
SAFER

セルフレスキュー用推進装置SAFER（セルフレスキューようすいしんそうち、Simplified Aid for EVA Rescue : SAFER）とは、スペースシャトルや国際宇宙ステーション (ISS) の乗組員が船外活動 (EVA) を行なう時に誤って飛ばされてしまった場合でも、自分で戻れるようにするための小型・独立型の緊急用の推進装置である。不測の事態でのみ使うことを目的として、有人機動ユニット (MMU) を小型化・簡略化したものである。
STS-88(2A)以降、ISSで米国の宇宙服船外活動ユニット (EMU) を装着する船外活動では、SAFERの装着が義務づけられている。SAFERは、ジョンソン宇宙センターにある NASA のロボット工学部門で開発された。初めて使われたのは STS-64 で、命綱無しでの飛行テストが行なわれた。STS-88から実用装備が開始された。SAFER は重さ約34kg(76lb)であり、窒素ガスの噴射で推進力を発生させるものであり、ΔVの合計は少なくとも3m/s(10ft/s)である。使用する時は、右側の腰の下からハンドコントローラを取り出し、胸の所に設置して、操縦を行う。2009年末まで、試験目的以外で使用されたことは1度もない。
STS-121においてピアーズ・セラーズがEVAの最中に、SAFERの左側面にあるラッチを意図せずに何かにぶつけて、ラッチ解除の位置に移動してしまったため、マイケル・E・フォッサムがテザーでSAFERが外れないように仮固定し、船外活動は続けられた。その後のSTS-121、STS-115の船外活動では、ラッチが不意に開かないようにカプトンテープで予防的に固定された。
STS-116からは、ラッチの誤動作防止のためのカバーが開発されて装備されている。